# Micro-rituali sociali
I micro-rituali. sono dinamiche sociali che secondo la sociologia della comunicazione sono alla base delle società.
Questa dimensione è detta micro perché riguarda le interazioni sociali che avvengono tra singoli soggetti, mentre la dimensione dei macro-rituali sociali riguarda le interazioni che avvengono in forma collettiva.

## Ruolo sociale dei micro-rituali
Per Georg Simmel, i micro-rituali possono essere paragonati ai tessuti degli organi. Infatti, come i tessuti svolgono un’attività determinante affinché gli organi possano dare vita ad un essere vivente, allo stesso modo le dinamiche interpersonali tra individui hanno un ruolo fondante per la dimensione macro sociale.

### Catene di interazioni
Randall Collins definisce i micro-rituali come un insieme di azioni date da catene di interazioni rituali, ovvero un insieme di toni e gesti legati tra loro.
Secondo la teoria dell'interazione rituale di Collins, sono le situazioni stesse ad avere delle proprie strutture locali e delle proprie dinamiche. Infatti, durante un’interazione faccia a faccia la situazione che viene a crearsi è il risultato di un insieme di emozioni condivise dai soggetti coinvolti.
Ad esempio, se due persone si incontrano per strada e si salutano, sono in grado di stabilire la qualità della loro relazione perché il tipo di saluto permette di ricordare cosa rappresenta quella relazione collegando, come in una catena, una situazione passata a quella presente.

## Modi di funzionamento dei micro-rituali
Secondo Collins, in base al modo in cui i toni e i gesti usati nei micro-rituali vengono combinate tra loro, si genera una sorta di "partitura gestuale", che può variare oppure mantenere il carattere delle situazioni che vengono a crearsi.
Dal punto di vista di Simmel invece, durante le interazioni sociali avviene una ripetizione di dinamiche micro-rituali, in grado di dare vita a "forme sociali". Queste forme non sono ogni volta identiche, ma presentano caratteristiche ricorrenti nel momento in cui due soggetti si incontrano.

## L'importanza del self
A partire dagli studi di Émile Durkheim, secondo il quale i rituali collettivi producono la divinità, Erving Goffman sostiene che ogni interazione della vita quotidiana può essere vista come un rituale che ha lo scopo di affermare la sacralità del self, il quale viene inteso come una facciata, cioè l’immagine di sé che un individuo vuole dare agli altri in determinate situazioni. In particolare, Goffman identifica il self con tutto ciò che è diffuso nel flusso degli eventi che accadono durante un incontro.
La centralità di questi rituali della vita quotidiana è data dalle situazioni stesse, caratterizzate da regole necessarie per l’interazione e la produzione dell’ordine sociale: le regole selezionano le azioni più adeguate da mettere in atto in una specifica circostanza per preservare la sacralità della propria immagine.

### Regole di interazione
La serenità degli individui dipende da quanto gli elementi della situazione (come comportamenti, giudizi degli altri) sono coerenti all'immagine che si vuole dare di sé in un determinato momento.
Nell’interazione con gli altri, ogni persona cerca di difendere la propria facciata, cercando di attenersi alle regole di interazione per evitare l’imbarazzo di perdere la propria immagine. Le regole di interazione diventano dunque prassi e danno vita a rituali definibili come interazioni focalizzate sugli oggetti sacri, ovvero sul proprio self messo in scena.
Per mantenere la sacralità del self, è necessario seguire una serie di regole che guidano l’azione attraverso obblighi e aspettative. Ad esempio, Goffman spiega come un’infermiera abbia l’obbligo di eseguire gli ordini dei medici, ma allo stesso tempo nutra l’aspettativa che il paziente si lasci trattare da lei in modo docile.
Queste regole rappresentano gli strumenti convenzionali di comunicazione con i quali l'individuo può esprimere il proprio carattere in base alla circostanza e possono essere distinte in:
- regole formali che controllano le interazioni della vita pubblica, quindi ufficiali.
- regole informali che controllano invece le interazioni della vita quotidiana.[5]

Secondo Goffman, le interazioni hanno forme abbastanza rigide, dipendenti da deferenza e contegno, due modalità di comportamento che servono a gestire la situazione per la conservazione della facciata:
- la deferenza è il modo in cui una persona si esprime in conformità alle regole.
- il contegno è il comportamento rituale manifestato dal self verso sé stesso e prevede un controllo delle emozioni, attraverso il quale l’individuo limita le invasioni degli altri rispetto alla sua facciata.

La spontaneità non è dunque possibile, perché prevale il mantenimento delle strutture relazionali e di conseguenza dell’ordine sociale.

### La socievolezza
Per Simmel, le interazioni che avvengono durante i micro-rituali non presentano schemi rituali rigidi come quelli proposti da Goffman. Secondo Simmel ci sono infatti dei momenti di “socievolezza”, ovvero situazioni in cui i rituali sociali vengono lasciati da parte e durante le quali l’individuo può mostrare le sue diverse sfaccettature.
La socievolezza rende possibile un incontro tra personalità, dando vita all'interazione tra diverse individualità che mettono in contatto le loro parti più umane.
Come Simmel, Norbert Elias sostiene che la socievolezza è possibile, in particolare nella cosiddetta “attività di piacevolezza”, ovvero quando viene allentato il controllo delle emozioni. Questo rilassamento può avvenire tramite l’uso di alcolici oppure in spazi ben definiti come stadi e discoteche.

## Vita come rappresentazione
I micro-rituali della realtà sociale sono paragonabili a ciò che accade sulla scena di un teatro. 
Durante le interazioni della vita quotidiana, ogni persona interpreta una parte, costruita per fare in modo che possa mantenere la facciata da presentare agli altri.
Il successo della rappresentazione fornita dipende da quanto questa sia adeguata agli stereotipi degli spettatori, ovvero quanto la rappresentazione rispetti le convenzioni sociali di una specifica situazione.
Per mantenere la definizione della situazione sono necessarie delle accortezze, in particolare la segregazione del pubblico e il controllo dei gesti e delle parole.
La segregazione del pubblico consiste nel tenere separate le persone alle quali è destinata una precisa facciata dalle persone alle quali non è destinata, dal momento che ogni routine mostrata viene vista come la principale, l’unica che il soggetto può interpretare. Ad esempio, se dei genitori vedessero un insegnante (da loro giudicato bravo) maltrattare un alunno, farebbero fatica a considerare ancora credibile la sua facciata di bravo insegnante. 
Per questa ragione, quando si interpreta un ruolo davanti ad un determinato pubblico, è necessario che quest'ultimo non assista all’interpretazione di un ulteriore ruolo, altrimenti la veridicità della rappresentazione che si desidera mostrare verrebbe messa in discussione.
La separazione del pubblico avviene in maniera automatica, dato che la facciata viene cambiata automaticamente in base a chi si ha davanti. A ciascuno degli interlocutori è fornita un’immagine del proprio self per confermare il ruolo acquisito in un gruppo sociale. All’interno di un gruppo, come conferma della parte assunta, vengono ripetute delle routine che evitano di mostrare ruoli incongruenti.
Più sono i testimoni che credono a quello che viene messo in scena, più la rappresentazione avrà successo.
Il controllo dei gesti involontari diventa necessario, perché possono anch’essi mettere in discussione la rappresentazione che si sta portando avanti.
Per mantenere la sacralità della circostanza in cui avviene la comunicazione è dunque richiesta una coerenza di ruolo. Per questo motivo agli individui si chiede un certo decoro, ovvero una conformità con il ruolo interpretato, che implica il controllo delle emozioni.

### Équipe di rappresentazione
Per costruire e preservare una facciata è spesso necessaria la cooperazione di alcuni partecipanti. Qualsiasi complesso di individui che collabori nell’inscenare una routine prende il nome di “équipe di rappresentazione”. I membri dell'équipe devono essere al corrente del proprio ruolo all’interno della scena; in caso contrario verrebbero privati del proprio personaggio. Questa evenienza è rischiosa per la preservazione della rappresentazione, perché un membro che non conosce la propria posizione potrebbe dire delle cose o svolgere delle azioni che sono incongruenti con la scena, facendo ad esempio delle gaffes o svelando dei retroscena.
Una simile équipe si può creare in un momento di interazione che necessita della collaborazione di alcuni partecipanti, al fine di salvare la faccia ad uno o più attori e mantenere così la definizione della situazione. Ad esempio, gli insegnanti capiscono che per non perdere il rispetto degli alunni è necessario non sembrare in disaccordo con i propri colleghi o contraddirli di fronte agli studenti.

### Il segreto
Il segreto è un elemento fondamentale e necessario nelle interazioni sociali, dal momento che alcune informazioni sui personaggi che partecipano all’interazione potrebbero causare la distruzione della situazione.
A questo proposito, Goffman individua diversi tipi di segreti:
- i segreti oscuri, ovvero segreti che non si possono rivelare perché nascondono elementi che non sono compatibili con l’immagine di sé che è stata fornita.
- i segreti strategici, che possono essere rivelati una volta che è stata compiuta l’azione e che servono ad evitare reazioni non controllabili.
- i segreti interni, i quali sono in grado di creare complicità nel gruppo e rafforzare così i legami tra i membri, che condividono qualcosa a cui gli estranei non hanno accesso.[13]

### Stigmatizzazione
Nel momento in cui un individuo è stigmatizzabile, per evitare di essere screditato all’interno dei luoghi della vita sociale deve attuare una vigilanza costante sull’informazione che potrebbe danneggiarlo. Questo controllo avviene non solo da parte della persona direttamente interessata, ma anche da parte di tutti coloro che le sono vicini (come ad esempio i familiari) e che possono funzionare come una équipe di rappresentazione, sostenendola in questo tipo di messa in scena. In particolare, Goffman riporta l’esempio di una moglie con deficit uditivo e di un marito che la sostiene nella sua parte di persona “normale” collaborando nella gestione del segreto dell’individuo screditabile. 
Inoltre, Goffman osserva come questo senso di cooperazione sia presente anche tra le persone stigmatizzate che si conoscono tra loro. Un caso può essere quello degli ex malati mentali che, dopo aver condiviso il ricovero, in pubblico preferiscono ignorarsi, fingendo di non conoscersi per mantenere il controllo sulla loro comune esperienza stigmatizzabile, della quale vorrebbero mantenere il segreto.

### Brick
Nell’interpretazione di un ruolo, l’attività principale richiesta a ciascun attore è il controllo delle impressioni degli altri, un compito che richiede il tatto necessario per evitare l’imbarazzo o le gaffes. Quando questo controllo viene meno, avviene un “brick”, ovvero un incidente in cui uno dei presenti rivela l'incongruenza in cui è caduto un membro dell'équipe.
Nel momento in cui la relazione tra membri viene rotta, la situazione può avere due possibili evoluzioni:
1. Si può dare vita ad una ridefinizione della situazione, che comporta la messa in discussione di tutte le facciate.
2. Può avvenire una assimilazione delle stonature di un attore, pur di mantenere invariata la definizione della situazione.

Questo caso di assimilazione dell’errore avviene ad esempio quando il ruolo del personaggio è già ben definito e metterlo in discussione causerebbe anche la caduta dell’ordine sociale rappresentato.

### Ambientazione
L’ambientazione è molto importante, perché vi avviene la rappresentazione.
Lo spazio di rappresentazione viene definito da Goffman come una “ribalta”, al cui interno ogni attività ha determinate regole in base alla rappresentazione che si sta inscenando. Queste regole di cortesia assunte da un attore, insieme al suo modo di muoversi e comportarsi, vanno a formare la cosiddetta “facciata di maniera”, ovvero quell’immagine del self proiettata nei termini degli attributi sociali approvati.
Proprio come nella scena di un teatro, chi viene visto dagli altri cerca dunque di mantenere una definizione della situazione coerente al ruolo interpretato in quel momento, nascondendo qualunque elemento che possa mettere in discussione l’adeguatezza della propria rappresentazione.
Un esempio proposto da Goffman è quello della padrona di casa altoborghese che si cambia di abito prima dell’arrivo degli ospiti per non apparire sporca di sugo, nascondendo quindi quella parte che potrebbe disturbare la definizione della situazione.
Tutto ciò che non viene mostrato sulla scena e viene nascosto al pubblico fa parte del retroscena, dove l’attore può uscire dal suo ruolo e rilassarsi abbandonando la facciata assunta. Scena e retroscena possono essere anche spazialmente definiti, come ad esempio lo sgabuzzino del bar dove i camerieri si cambiano d’abito, entrando in quel momento nel personaggio richiesto dalla situazione e diventando quindi gentili con i clienti.
Ci sono anche degli spazi che, in alcuni momenti, possono svolgere la funzione della ribalta e in altri quella del retroscena, come ad esempio l’ufficio di un dirigente. Al suo interno si possono fare riunioni organizzative con i sottoposti ma allo stesso tempo il dirigente vi può fare chiamate private, sbottonarsi la camicia o mettere i piedi sulla scrivania. Quindi anche nello stesso spazio il comportamento del singolo cambia a seconda della situazione che deve sostenere.

## L'ordine sociale
La forma della società può essere paragonata a quella di un agglomerato di cristalli, ognuno dei quali possiede delle facce precise e regolari.
Questo agglomerato è simile alla struttura della società perché, come l’agglomerato di cristalli si sfalda se ogni cristallo non possiede la giusta faccia, allo stesso modo la società tende a disgregarsi nel momento in cui un individuo non presenta la facciata più adatta ad una determinata interazione.
Goffman definisce l’ordine sociale attraverso una componente preesistente di interazione, identificata da due prospettive:
- la prospettiva tecnico sistematica, la quale permette che l’interazione avvenga tecnicamente, cioè con gesti automatici, secondo norme aventi lo scopo di facilitare la comunicazione ed impedirne l'interruzione. Ne sono un esempio le componenti non verbali (come i cenni di assenso) che permettono il fluire della comunicazione.
- la prospettiva rituale morale, che riguarda tutti quei gesti rituali quotidiani (come ad esempio la cortesia, la deferenza) che fanno parte di ogni interazione e che conferiscono sacralità al self.[6]